# Karl Damian von Schroff
Karl Damian Schroff, po roce 1867 von Schroff (12. září 1802, Chrastava – 17. června 1887, Štýrský Hradec) byl rakouský lékař a farmakolog původem ze severních Čech, významný členů Vídeňské lékařské školy.

## Život
Karl Damian von Schroff se narodil v Chrastavě u Liberce. Jeho bratr Emanuel Stephan Schroff (1799–1853) byl rovněž lékařem.
Karl Damian navštěvoval Malostranské gymnázium v Praze a poté pokračoval ve studiu medicíny na Univerzitě Karlově a v roce 1828 získal doktorát.

### Pracovní kariéra
Po roce praxe se v roce 1829 stal přednostou nově založené pražské psychiatrické léčebny u sv. Kateřiny a asistentem na Univerzitní lékařské klinice. O roku 1830 vyučoval v Olomouci teoretickou medicínu pro chirurgy. V roce 1835 přešel na Vídeňskou univerzitu, kde také vyučoval tento předmět.
V roce 1850 získal místo vedoucího nově vytvořené katedry všeobecné patologie a farmakologie pro lékaře a na Vídeňské univerzitě založil farmakologický institut. Věnoval se jak výuce, tak výzkumu. V akademickém roce 1851/52 byl děkanem a v roce 1856/57 rektorem školy. Od roku 1878 žil Schroff ve Štýrském Hradci. Od roku 1850 byl členem Stálé lékařské komise na ministerstvu vnitra a od roku 1865 byl členem Nejvyšší lékařské rady.
Jeho úspěchy začaly v pražském ústavu pro choromyslné, kde jako psychiatr vedl pacienty k zahradničení a ručním pracím, ale také k hudbě a divadlu.
Pracoval jako dobrovolný praktický lékař v ústavu pro hluchoněmé ve Vídni. Kromě soukromé praxe v Olomouci vedl také nemocnici, kterou zřídil v roce 1831 v době epidemie cholery.
V průběhu let vydal kolem 140 publikací, včetně několika učebnic.
Jako čestný člen patřil k četným institucím, od roku 1853 ke Společnosti lékařů ve Vídni, od roku 1860 k Akademii Leopoldina v Halle a Lomonosovově univerzitě v Moskvě.
V roce 1867 byl pasován na rytíře.
Karl Damian von Schroff zemřel ve Štýrském Hradci 17. června 1887
Jeho syn Karl von Schroff byl rovněž lékař a farmakolog.

## Spisy
- Taschenbuch der Arzneimittellehre und Receptirkunde nach dem neuesten Standpunkte dieser Wissenschaften entworfen. Wien : Gerold, 1837. Digitalizované vydání v Universitäts- und Landesbibliothek Düsseldorf
- Lehrbuch der Pharmacognosie. Braumüller, Wien 1853 (odkaz na digitální verzi)
- Das pharmacologische Institut der Wiener Universitaet: Aus Anlass den 500 jährigen Jubelfeier dieser Universitaet beschrieben von Karl D. Schroff. Braumüller, Wien 1865 (odkaz na digitální verzi) Nachtrag 1872 (odkaz na digitální verzi)
- Lehrbuch der Pharmacologie mit besonderer Berücksichtigung der österreichischen Pharmacopoe vom Jahre 1869. Braumüller, Wien 1868 (odkaz na digitální verzi)